# 市道113號
市道113號（大園－石門），北起桃園市大園區新厝，南至桃園市龍潭區淮子埔與十一分，全長共計31.361公里。
中壢至龍潭部分，約九公里餘。皆稱為中豐路，為中豐公路（中壢至豐原）之首段。過去曾編為台4線，中豐公路自龍潭以下皆沿今日的台3線直至臺中市豐原區。

## 支線

### 甲線
市道113甲線（中壢－龍潭），此支線未與113市道主線直接連結，路線本身與市道113中壢龍潭段大致平行，全長9.853公里。

### 乙線
市道113乙線（黃泥塘－十一分），為龍潭交流道聯絡道，全長1.656公里。

### 丙線
市道113丙線（青埔－中壢），全長5.983公里。中壢新生路三二段、新生路、大同路、中正路原為縣道113主線，與現市道113號高鐵桃園站聯絡道路、中豐北路、中豐路大致平行，高鐵站聯絡道當初完工時擬編號為縣道113丙，後來將主線之青埔至中壢段改道高鐵桃園站中壢聯絡道，原路段改為丙線到台1線新生環北路口，原中壢市區新生路、大同路、中正路路段解編。

## 行經行政區域
主線
全線均位於桃園市境內。
| 大園區              | 新厝         | 0.000             | 台15線              | 公路起點                            |
| 大園區              | 新厝         | －                | 桃27線              | 桃27線終點                          |
| 大園區              | －           |                   |                     |                                     |
| 大園區              | 圳頭         | －                | 桃28線              | 桃28線終點                          |
| 大園區              | －           |                   |                     |                                     |
| 大園區              | 溪洲         | －                | （地區道路）        |                                     |
| 大園區              | 湳仔         | －                | （地區道路）        |                                     |
| 大園區              | 大園市區     | －                | 市道110號           |                                     |
| 大園區              | 大園市區     | －                | 桃30線              | 桃30線終點                          |
| 大園區              | 大園市區     | －                | 桃43線              | 桃43線起點                          |
| 大園區              | 橫山         | －                | （地區道路）        |                                     |
| 大園區              | 赤牛稠       | 9.258             | 市道113丙線         | 市道113丙線起點                     |
| 中壢區              | 青埔         | 9.258             | 市道113丙線         | 市道113丙線起點                     |
| 大園區              | 赤牛稠       | －                | （地區道路）        |                                     |
| －                  |              |                   |                     |                                     |
| 中壢區              | 洽溪         | －                | 桃45線              |                                     |
| 中壢區              | 芝芭里       | 10.750            | 台31線              |                                     |
| 中壢區              | 芝芭里       | －                | 桃45線              |                                     |
| 中壢區              | －           |                   |                     |                                     |
| 中壢區              | 興南         | －                | （地區道路）        |                                     |
| 中壢區              | 中豐交流道   | 25.166            | 五股楊梅高架道路    | 預計2025年底通車 五楊高架僅南出北入 |
| 中壢區              | 興南         | 15.550            | 台1線               |                                     |
| 中壢區              | 老街         | 16.839            | 市道114號           |                                     |
| 平鎮區              | 北勢         | －                | 市道110甲線         |                                     |
| 平鎮區              | 北勢         | － 跨越縱貫線北段 |                     |                                     |
| 平鎮區              | 北勢         | －                | 市道112號           |                                     |
| 平鎮區              | 平鎮二交流道 | 19.800            | 台66線              |                                     |
| 平鎮區              | 北勢         | －                | （地區道路）        |                                     |
| 平鎮區              | －           |                   |                     |                                     |
| 平鎮區              | 平鎮市區     | －                | 桃72線              |                                     |
| 平鎮區              | 南勢         | －                | 桃72線              |                                     |
| 平鎮區              | －           |                   |                     |                                     |
| 平鎮區              | 山子頂       | －                | （地區道路）        |                                     |
| 龍潭區              | 烏樹林       | －                | （地區道路）        |                                     |
| 龍潭區              | －           |                   |                     |                                     |
| 龍潭區              | 黃泥塘       | 26.359            | 台3線 · 市道113乙線 | 與台3線共線起點 市道113乙線起點     |
| 龍潭區              | 黃泥塘       | －                | 台3線               | 與台3線共線終點                     |
| 龍潭區              | 龍潭市區     | －                | 台3線               | （同上）                            |
| 龍潭區              | 龍潭市區     | －                | （地區道路）        |                                     |
| 龍潭區              | 四方林       | －                | 市道113乙線         | 市道113乙線終點                     |
| 龍潭區              | 四方林       | －                | 桃66線              | 桃66線終點                          |
| 龍潭區              | 三角林       | －                | （地區道路）        |                                     |
| 龍潭區              | 淮子埔       | 31.361            | 台3乙線             | 公路終點                            |
| 龍潭區              | 十一分       | 31.361            | 台3乙線             | 公路終點                            |
| 共線 未通車或興建中 |              |                   |                     |                                     |

甲線
全線均位於桃園市境內。
| 鄉鎮 市區 | 地點         | 里程 （km） | 交會道路     | 備註       |  |
| --------- | ------------ | ----------- | ------------ | ---------- |  |
| 中壢區    | 石頭         | 0.000       | （地區道路） | 公路起點   |  |
| 平鎮區    | 北勢         | －          | 市道112號    |            |  |
| 平鎮區    | 東勢         | －          | 桃72線       |            |  |
| 平鎮區    | 平鎮三交流道 | －          | 台66線       |            |  |
| 平鎮區    | 東勢         | －          | 桃75線       | 桃75線起點 |  |
| 平鎮區    | 隘寮頂       | －          | （地區道路） |            |  |
| 龍潭區    | 黃泥塘       | －          | 市道113乙線  |            |  |
| 龍潭區    | 黃泥塘       | 9.853       | 台3線        | 公路終點   |  |
|           |              |             |              |            |  |

乙線
全線均位於桃園市境內。
| 鄉鎮 市區 | 地點       | 里程 （km） | 交會道路          | 備註     |  |
| --------- | ---------- | ----------- | ----------------- | -------- |  |
| 龍潭區    | 黃泥塘     | 0.000       | 台3線 · 市道113號 | 公路起點 |  |
| 龍潭區    | 黃泥塘     | －          | 市道113甲線       |          |  |
| 龍潭區    | 黃泥塘     | －          | 台3線             |          |  |
| 龍潭區    | 上九座寮   | －          | （地區道路）      |          |  |
| 龍潭區    | 龍潭交流道 | －          | 國道三號          |          |  |
| 龍潭區    | 四方林     | 1.656       | 市道113號         | 公路終點 |  |
|           |            |             |                   |          |  |

丙線
全線均位於桃園市境內。
| 鄉鎮 市區 | 地點   | 里程 （km） | 交會道路     | 備註             |
| --------- | ------ | ----------- | ------------ | ---------------- |
| 大園區    | 赤牛稠 | 0.000       | 市道113號    | 公路起點         |
| 中壢區    | 青埔   | 0.000       | 市道113號    | （同上）         |
| 中壢區    | 青埔   | －          | 台31線       | 與台31線共線起點 |
| 中壢區    | 青埔   | －          | 台31線       | 與台31線共線終點 |
| 大園區    | 赤牛稠 | －          | 台31線       |                  |
| 中壢區    | 青埔   | －          | （地區道路） |                  |
| 中壢區    | 興南   | －          | （地區道路） |                  |
| 中壢區    | 下水尾 | －          | （地區道路） |                  |
| 中壢區    | 興南   | 5.983       | 台1線        | 公路終點         |
| 中壢區    | 上水尾 | 5.983       | 台1線        | 公路終點         |
| 共線      |        |             |              |                  |

## 沿線路名
| 主線 - 中華路 - 中山北路 - 中山南路 - 領航北路 - 中豐北路 - 中豐路 - 中正路 | 甲線 - 金陵路一－五段 - 福龍路 - 華南路 | 乙線 - 大昌路 | 丙線 - 青埔路 - 領航南路 - 新生路 |

## 沿線設施與景點
| 主線 - 桃園市大園區后厝國民小學 - 桃園市大園區圳頭國民小學 - 桃園市大園區大園國民小學 - 桃園市立青埔國民中學 - 桃園國際棒球場 - 桃園市中壢區芭里國民小學 - 興南站（桃園捷運機場線） - 中豐交流道（五股楊梅高架道路） - 環北站（桃園捷運機場線） - 桃園市中壢區新榮國民小學 - 平鎮二交流道（台66線） - 桃園市平鎮區南勢國民小學 - 桃園市立平南國民中學 - 桃園市龍潭區潛龍國民小學 - 桃園市龍潭區龍星國民小學 - 桃園市客家文化館 - 法務部矯正署桃園女子監獄 - 內政部警政署保安警察第六總隊 | 甲線 - 桃園市平鎮區北勢國民小學 - 平鎮三交流道（台66線） - 國立臺北商業大學桃園校區 乙線 - 龍潭交流道（國道三號） 丙線 - 高鐵桃園站（臺灣高鐵） - 高鐵桃園站（桃園捷運機場線） - 桃園市中壢區青埔國民小學 - 聖德基督學院 |